# Садовая могила

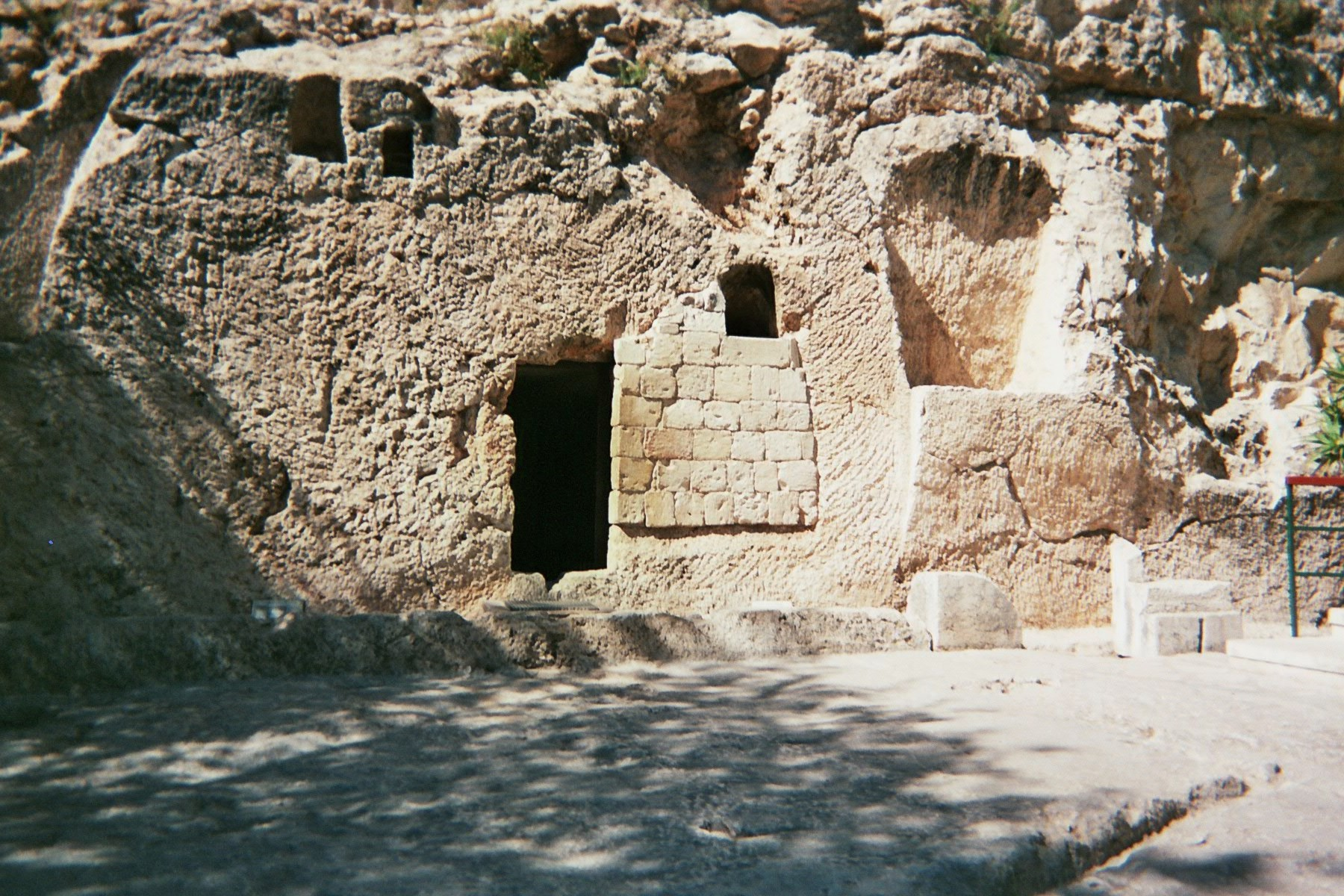
Вход в Садовую могилу.

Садо́вая моги́ла (ивр. גן הקבר, араб. بستان قبر السيد المسيح) — древнее еврейское пещерное захоронение, расположенное к северу от стен Старого города Иерусалима, неподалёку от Дамасских ворот, у подножия небольшого холма. Начиная с конца XIX века англикане и некоторые другие протестанты почитают эту пещеру как настоящую гробницу Христа.
Предположение об этом сделал в 1882—1884 годах английский генерал Чарльз Гордон, с доводами которого согласились некоторые протестанты. Между тем форма пещеры указывает на то, что это захоронение IX—VII веков до н. э. и, следовательно, во времена Распятия Христа оно не могло быть «новым гробом» (Мф. 27:60, Ин. 19:41, Лк. 23:53), как сообщает Евангелие. Во времена крестоносцев пещера использовалась как конюшня.
Садовая могила расположена неподалёку от так называемой Голгофы Гордона.

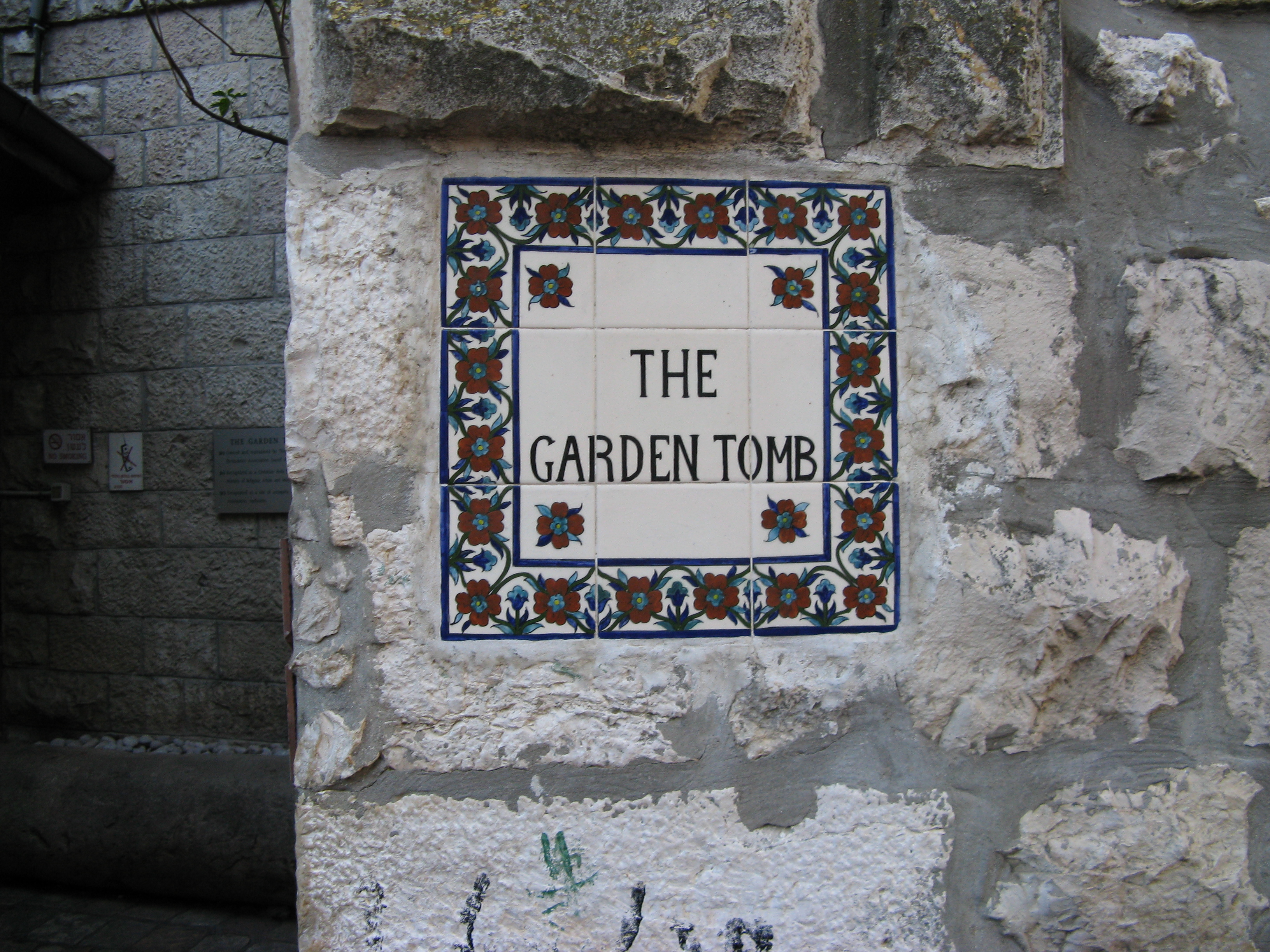
Вход в комплекс
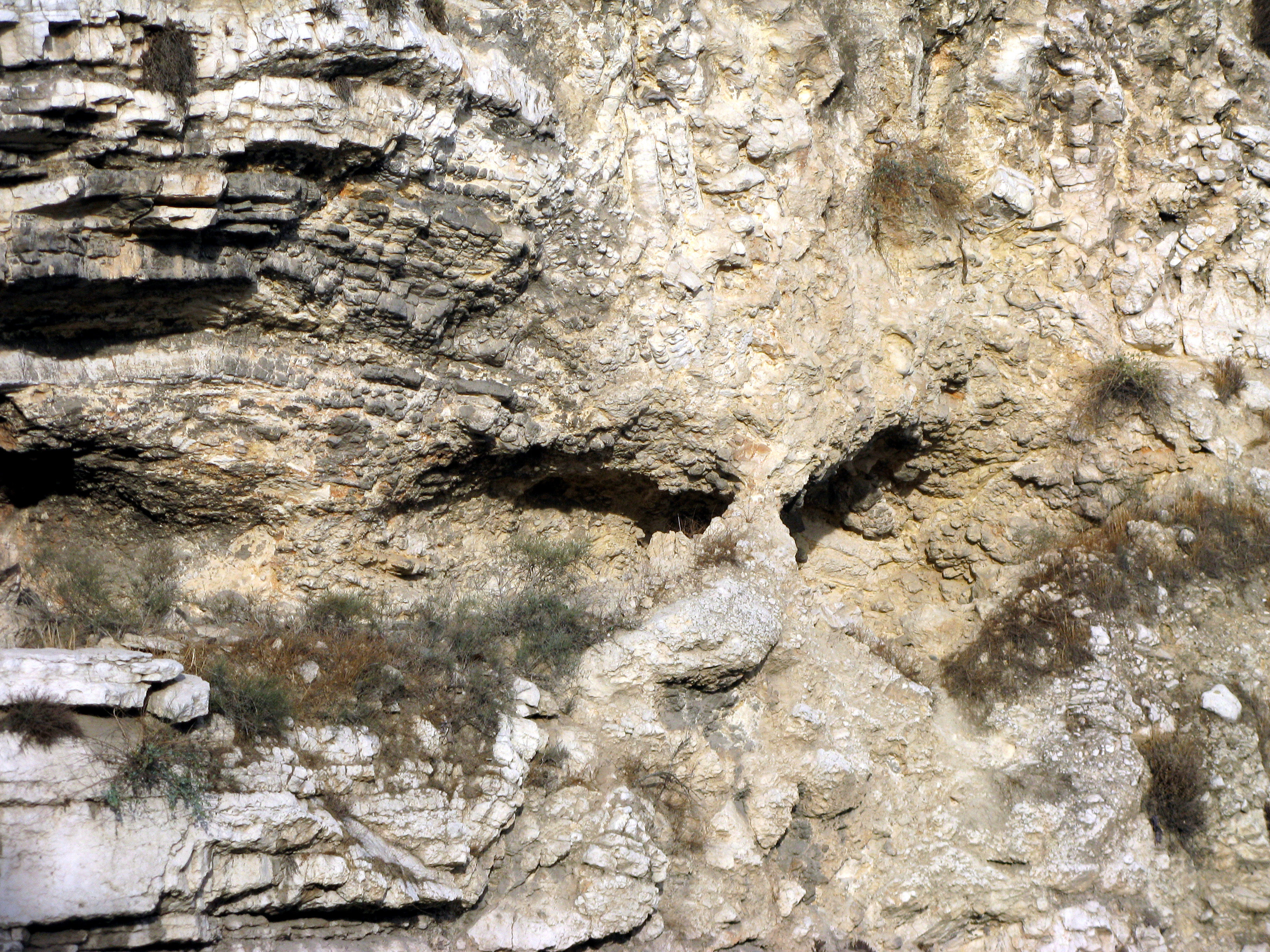
Скала-череп — Голгофа Гордона
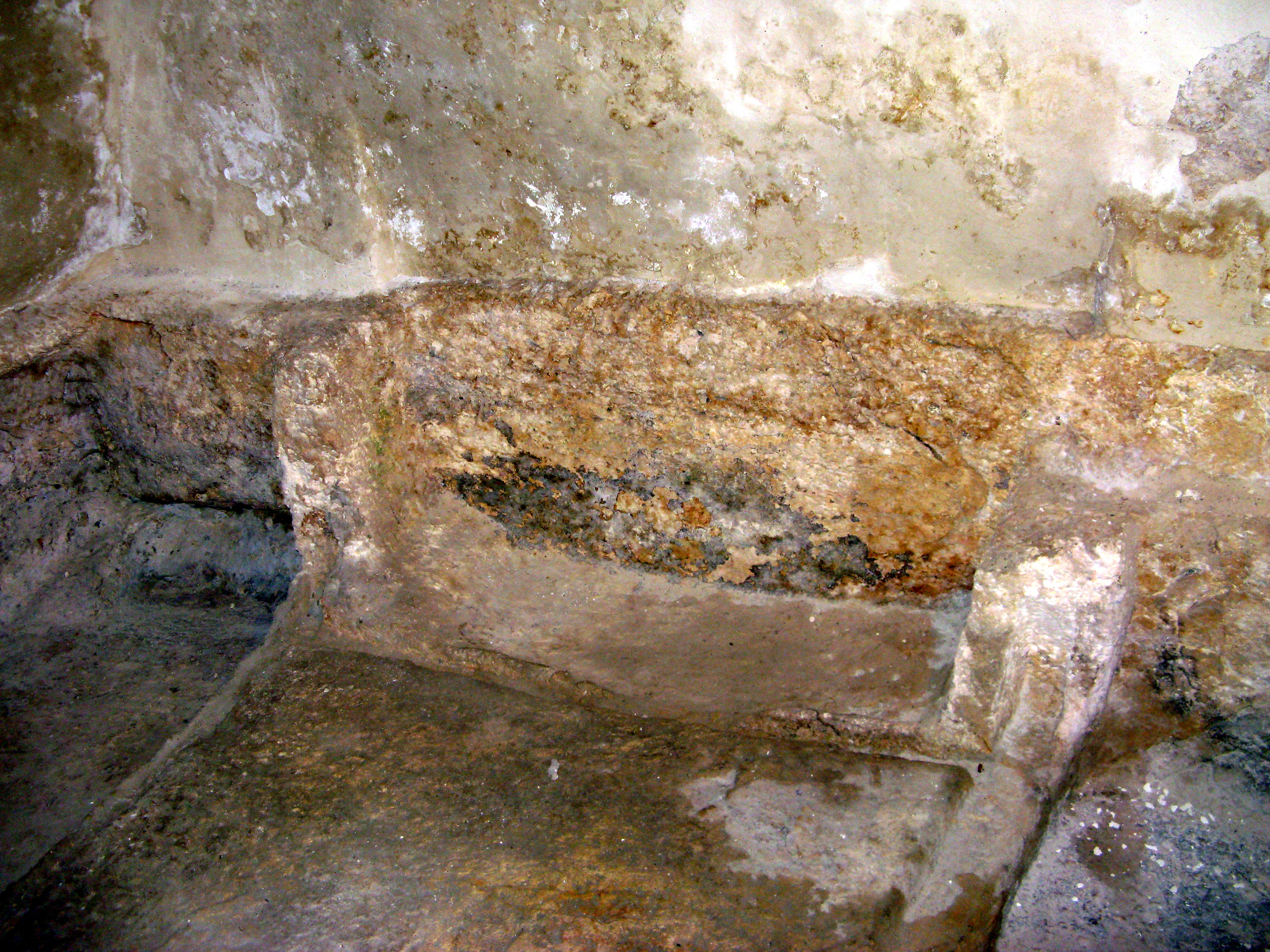
Внутри гробницы
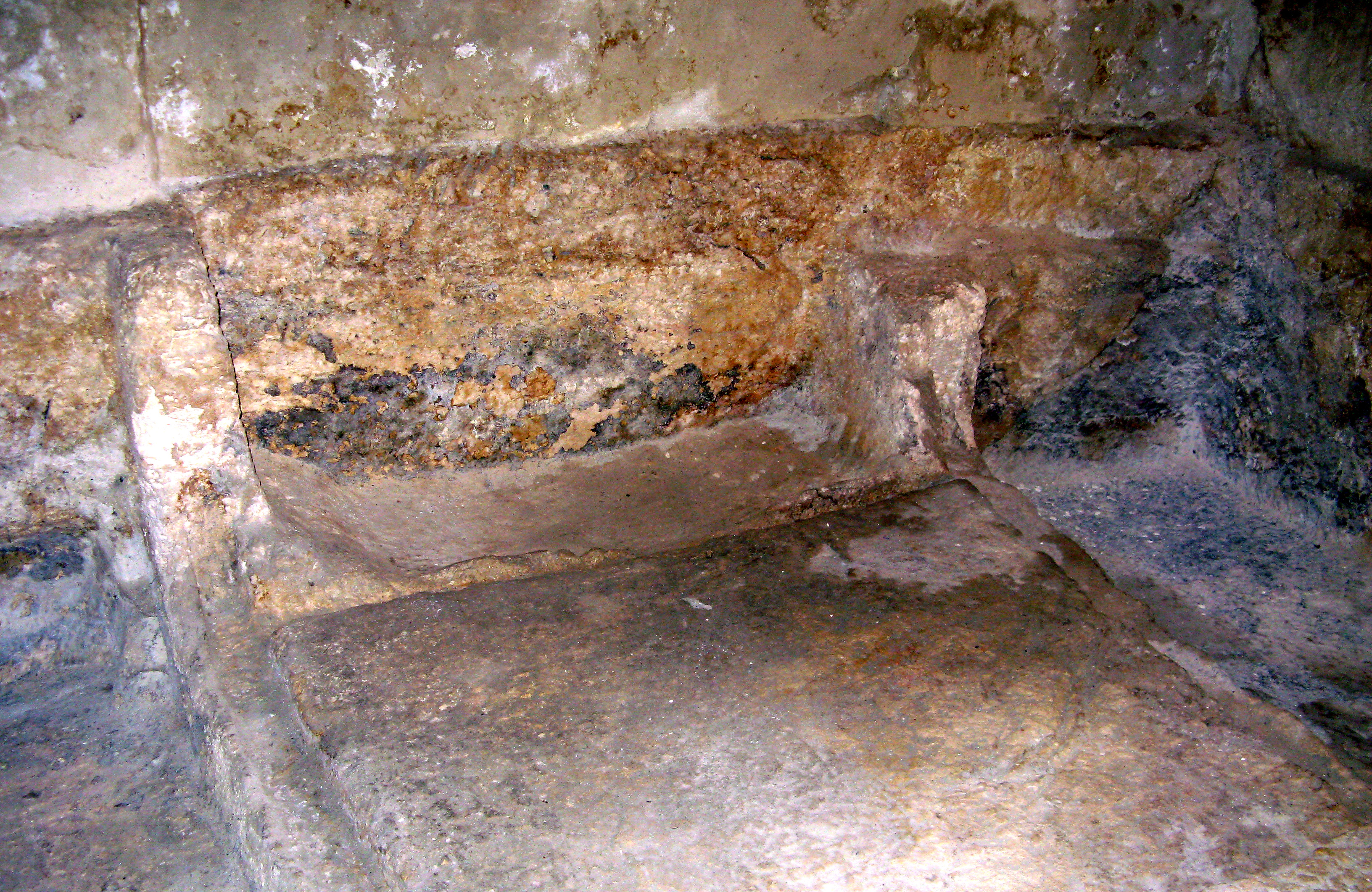
Внутри гробницы
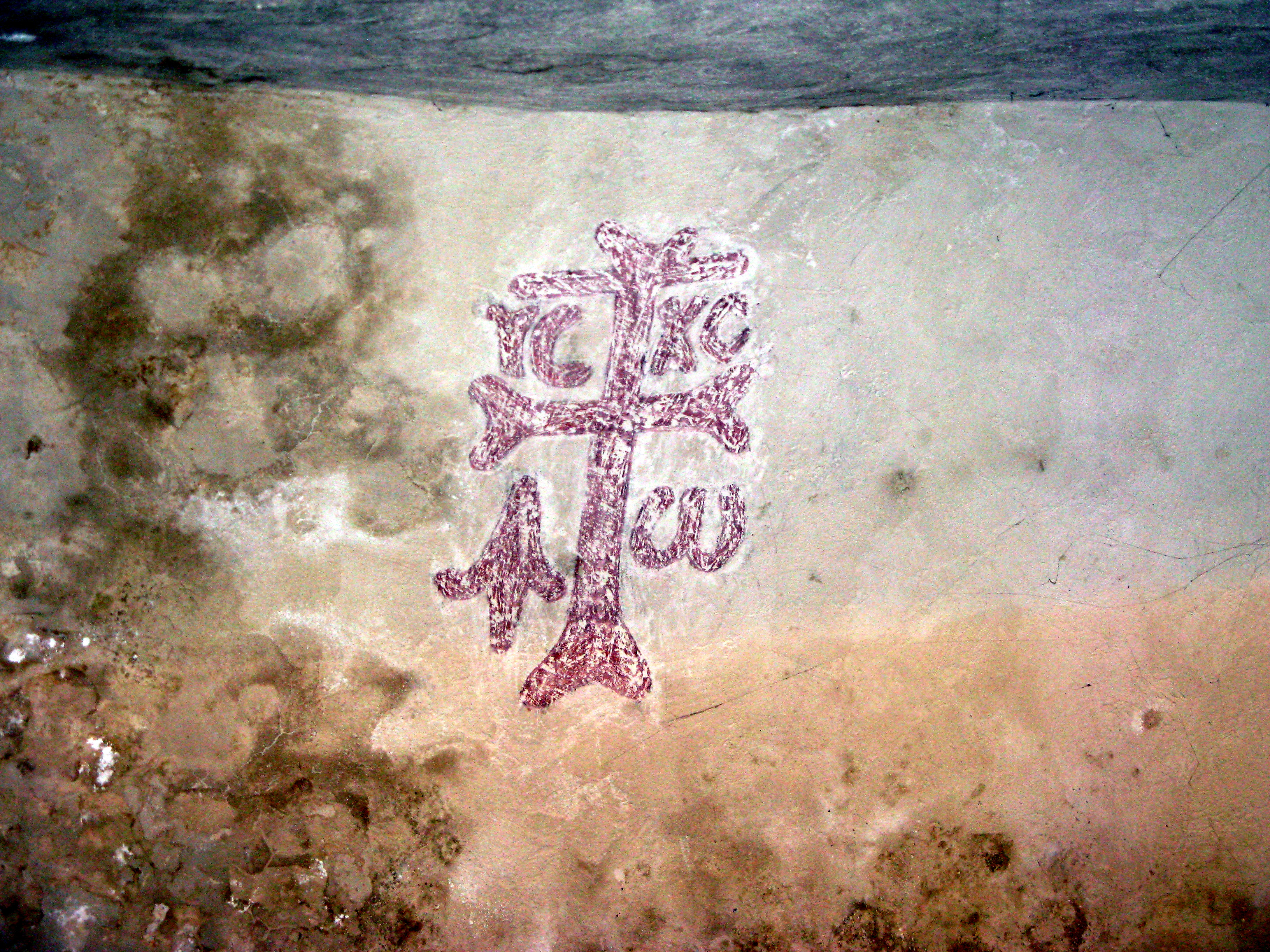
Внутри гробницы

## См.также
- Гроб Господень
- Акелдама